# 希有未曾有法経
『希有未曾有法経』（きうみぞうきょう、巴: Acchariya-abbhuta-sutta, アッチャリヤアッブタ・スッタ）とは、パーリ仏典経蔵中部に収録されている第123経。『未曾有経』（みぞうきょう）とも。
類似の伝統漢訳経典としては、『中阿含経』（大正蔵26）の第32経「未曾有法経」がある。
釈迦が、比丘たちに、如来の優れた特性について説いていく。

## 構成

### 登場人物
- 釈迦

### 場面設定
ある時、釈迦はサーヴァッティー（舎衛城）のアナータピンディカ園（祇園精舎）に滞在していた。
釈迦は、比丘たちに、如来の優れた特性を列挙していく。
比丘たちは歓喜する。

## 日本語訳
- 『南伝大蔵経・経蔵・中部経典4』（第11巻下） 大蔵出版
- 『パーリ仏典 中部（マッジマニカーヤ）後分五十経篇I』 片山一良訳 大蔵出版
- 『原始仏典 中部経典4』（第7巻） 中村元監修 春秋社